# Sender Eifel
Der Sender Eifel ist eine Sendeeinrichtung des Südwestrundfunks (SWR) für UKW-Hörfunk und Fernsehen bei Kirchweiler in der Eifel. Der 302 Meter hohe abgespannte Stahlfachwerkmast befindet sich auf dem Scharteberg im Landkreis Vulkaneifel und ersetzte 1985 einen älteren 160 Meter hohen abgespannten Mast, der bis zum Bau des Senders Eifel-Bärbelkreuz im Jahr 1985 auch vom Westdeutschen Rundfunk (WDR) mitgenutzt wurde. Der Neubau wurde erforderlich, da die vom alten Mast gesendeten Programme in abgeschatteten Tälern der Eifel nicht die erforderliche Signalstärke für störungsfreien Empfang erreichten. Wegen der großen Höhe des Bauwerks muss nur mit einer relativ geringen Leistung gesendet werden. Seit dem 2. Februar 1987 wird zusätzlich zu den Programmen des Südwestrundfunks auch das Programm RPR1 vom Sender Eifel ausgestrahlt. Zunächst mit einer Sendeleistung von 8 kW und seit Leistungserhöhung im Jahr 1988 mit 20 kW. Im Jahr 1992 kam das Programm RPR Zwei mit einer Sendeleistung von 9,5 kW hinzu. Nach dessen Einstellung im August 2003 wurde seine Frequenz dem Sender bigFM zugewiesen. 

## Konstruktion

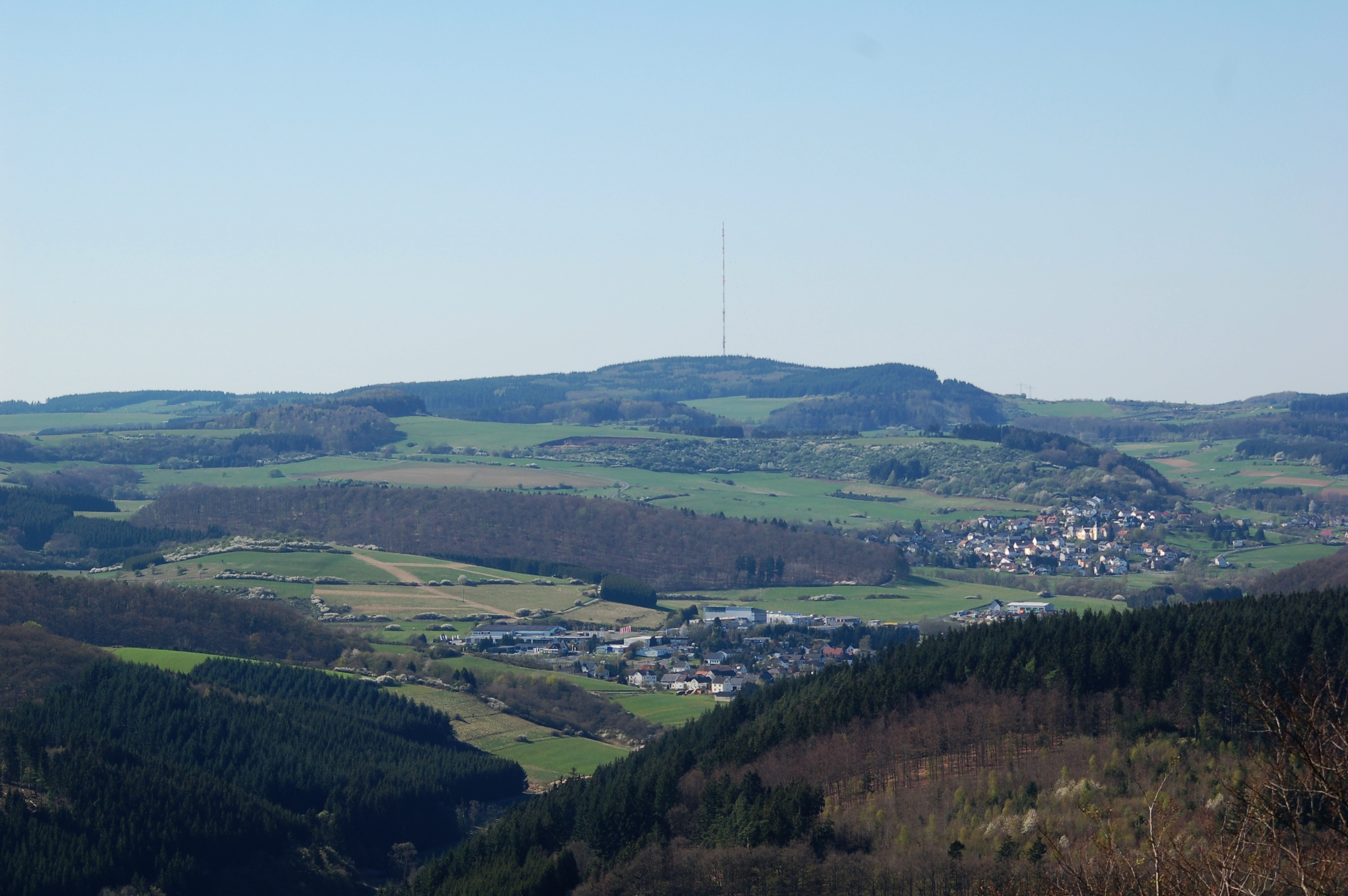
Der Scharteberg mit dem Sender Eifel

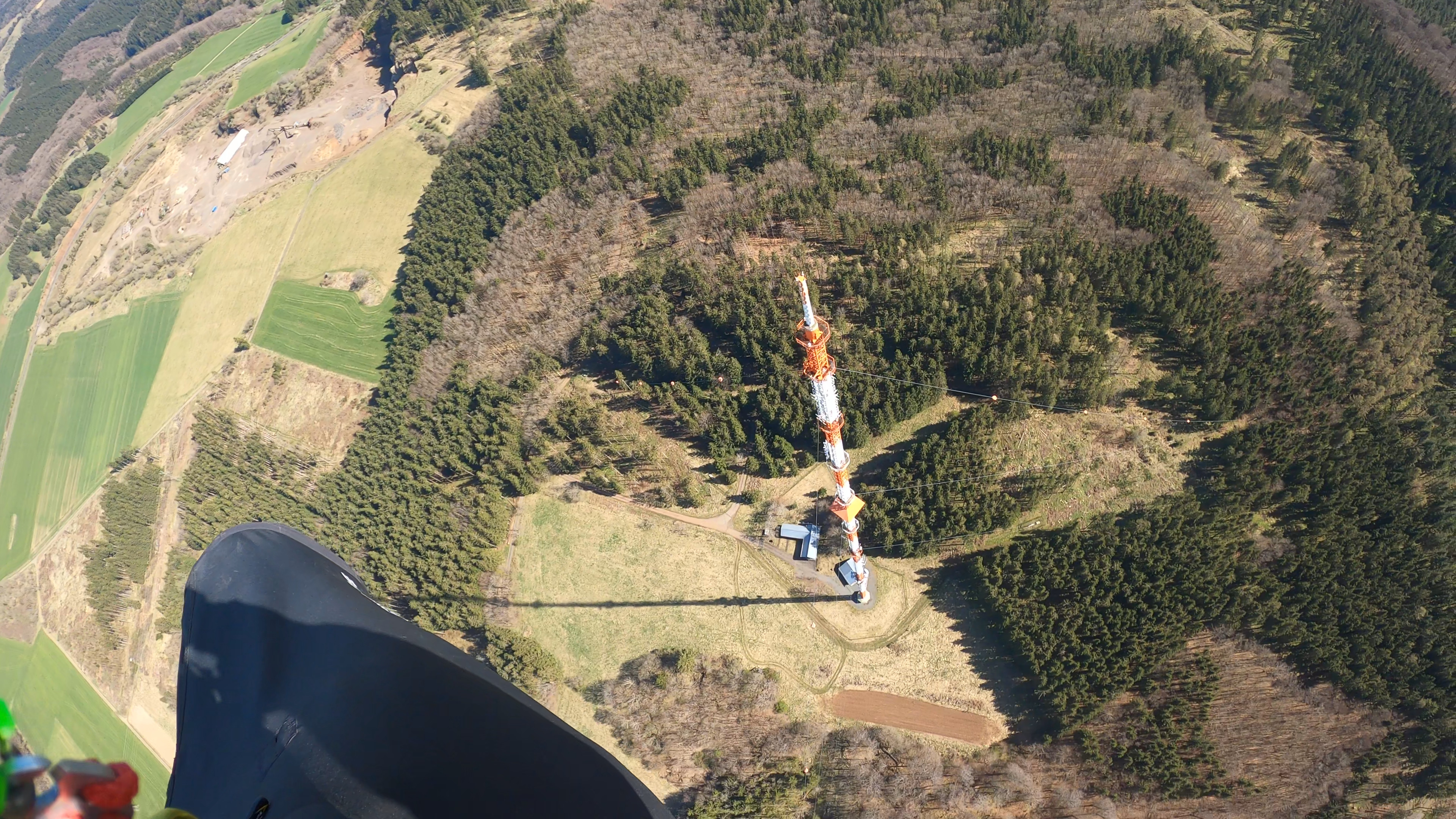
Sender Eifel aus der Sicht eines Gleitschirmpiloten.

Die unteren 20 Meter des Masts wurden mithilfe eines kleinen Krans errichtet, die Mastelemente in Höhen zwischen 20 Metern und 100 Metern unter Benutzung eines Kranwagens. Für die höheren Mastelemente kam ein Derrickkran zum Einsatz.
Der Mast ist zusammengesetzt aus einem 288 Meter hohen abgespannten Stahlgittermast mit einer Seitenlänge von 2,1 Meter und einem 14 Meter hohen GFK-Zylinder an der Spitze, der für die Aufnahme von UHF-Fernsehantennen ausgelegt ist. Das Gesamtgewicht beträgt 204 Tonnen. Der Mast wird auf vier Ebenen abgespannt: 57 Meter, 123 Meter, 195 Meter und 273 Meter über dem Erdboden. Er besitzt einen Aufzug, der bis 281 Meter Höhe fahren kann. Als Flugwarnlichter sind 20 rote Neonlampen und zwei blinkende Leuchten mit 1000-Watt-Lampen installiert.
Der Sendemast ist das höchste Bauwerk in Rheinland-Pfalz und weithin sichtbar.

## Frequenzen und Programme

### Analoger Hörfunk (UKW)
| Frequenz (MHz) | Programm             | RDS PS             | RDS PI                | Regionalisierung     | ERP (kW) | Antennendiagramm rund (ND)/gerichtet (D) | Polarisation horizontal (H)/vertikal (V) |
| -------------- | -------------------- | ------------------ | --------------------- | -------------------- | -------- | ---------------------------------------- | ---------------------------------------- |
| 91,1           | SWR1 Rheinland-Pfalz | SWR1_RP_           | D3A1                  | –                    | 8        | ND                                       | H                                        |
| 98,5           | SWR3                 | __SWR3__           | D3A3                  | Rheinland-Pfalz/Köln | 8        | ND                                       | H                                        |
| 93,6           | SWR4 Rheinland-Pfalz | SWR4_TR_           | DCA4                  | Radio Trier          | 8        | ND                                       | H                                        |
| 102,1          | RPR1                 | RPR1._TR, _RPR1.__ | D5A8 (regional), D3A8 | Eifel-Saar-Mosel     | 20       | ND                                       | H                                        |
| 106,6          | bigFM                | _bigFM_            | D3A9                  | Rheinland-Pfalz      | 9,5      | ND                                       | H                                        |

### Digitaler Hörfunk (DAB+)
Das Digitalradio (DAB+) wird in vertikaler Polarisation und im Gleichwellenbetrieb mit anderen Sendern ausgestrahlt.
| Block                             | Programme (Datendienste) | ERP (kW) | Antennen- diagramm rund (ND), gerichtet (D) | Polarisation horizontal (H)/ vertikal (V) | Gleichwellennetz (SFN) |
| --------------------------------- | --- | -------- | ------------------------------------------- | ----------------------------------------- | --- |
| 5C DRDeutschland (D__00188)       | DAB+ Block der Media Broadcast: - Absolut relax (72 kbps) - Dlf (104 kbps) - Dlf Kultur (112 kbps) - Dlf Nova (104 kbps) - DRadio DokDeb (48 kbps) - Energy Digital (72 kbps) - ERF Plus (64 kbps) - Klassik Radio (72 kbps) - Radio Bob (72 kbps) - Radio Horeb (48 kbps) - Radio Schlagerparadies (64 kbps) - Schwarzwaldradio (64 kbps) - sunshine live (72 kbps) - DRadio Daten (32 kbps Daten) - EPG Deutschland (16 kbps Daten) - TPEG (16 kbps Daten) - TPEG_MM (16 kbps Daten) | 4        | N                                           | V                                         | - Baden-Württemberg: Aalen, Baden-Baden (Fremersberg), Bad Mergentheim, Blauen, Brandenkopf, Donaueschingen, Feldberg im Schwarzwald, Freiburg (Vogtsburg-Totenkopf), Geislingen (Oberböhringen), Großerlach (Hohe Brach), Heidelberg (Königstuhl), Heilbronn (Schweinsberg), Hochrhein (Rickenbach), Hornisgrinde, Pforzheim (Schömberg-Langenbrand), Raichberg, Ravensburg (Höchsten), Reutlingen, Stuttgart (Frauenkopf), Ulm (Kuhberg) - Bayern: Amberg (Hirschau), Aschaffenburg (Pfaffenberg), Augsburg (Hotelturm), Bad Tölz (Gaißach), Bamberg (Geisberg), Büttelberg, Brotjacklriegel, Dillberg, Grünten, Herzogstand, Hochberg (Traunstein), Hoher Bogen, Inntal (Ebbs), Ingolstadt (Gelbelsee), Kreuzberg/Rhön, Landshut (Altdorf), München (Olympiaturm), Nennslingen (Büchelberg), Nürnberg, Oberammergau, Ochsenkopf, Passau, Pfänder, Pfaffenhofen, Pfarrkirchen, Pfronten, Regensburg (Hohe Linie), Unterringingen, Untersberg, Wendelstein (Bayrischzell), Würzburg (Frankenwarte) - Berlin: Berlin (Alexanderplatz), Berlin (Scholzplatz) - Brandenburg: Bad Belzig, Booßen, Brandenburg/Havel, Calau, Casekow, Cottbus, Eisenhüttenstadt, Petkus, Pritzwalk, Templin - Bremen: Bremen (Walle), Bremerhaven-Schiffdorf - Hamburg: Hamburg (Moorfleet), Hamburg (Heinrich-Hertz-Turm) - Hessen: Bad Hersfeld (Rimberg), Biedenkopf (Sackpfeife), Fulda (Hummelskopf), Frankfurt (Europaturm), Gelnhausen (Schnepfenkopf), Gießen (Dünsberg), Großer Feldberg, Hardberg, Hohe Wurzel, Hoher Meißner, Kassel (Habichtswald), Mainz-Kastel - Mecklenburg-Vorpommern: Garz (Rügen), Güstrow, Malchin, Neubrandenburg-Süd, Rostock (Toitenwinkel), Röbel, Schwerin (Zippendorf-Gr.Dreesch), Torgelow, Wismar/Rüggow, Züssow - Niedersachsen: Aurich-Popens, Braunschweig (Broitzem), Braunschweig (Drachenberg), Cuxhaven-Stadt, Dannenberg, Göttingen (Bovenden-Osterberg), Hannover (Telemax), Lingen, Lüneburg-Neu Wendhausen, Molbergen-Peheim, Osnabrück (Bramsche-Schleptruper Egge), Hildesheim (Sibbesse), Steinkimmen, Uelzen, Visselhövede, Wilhelmshaven - Nordrhein-Westfalen: Aachen (Karlshöhe), Bielefeld (Hünenburg), Bonn (Venusberg), Dortmund (Florianturm), Düsseldorf (Rheinturm), Eggegebirge, Herscheid, Hochsauerland (Hunau), Hürtgenwald-Großhau, Köln (Colonius), Langenberg, Lügde-Rischenau (Köterberg), Minden (Jakobsberg), Münster (Fernmeldeturm), Schöppingen, Siegen-Süd, Wesel - Rheinland-Pfalz: Bad Kreuznach (Schanzenkopf), Bad Marienberg (Westerwald), Bornberg, Daun (Eifel), Edenkoben (Kalmit), Heckenbach-Schöneberg (Ahrweiler), Idar-Oberstein, Kaiserslautern, Kettrichhof, Koblenz (Kühkopf), Trier (Petrisberg) - Saarland: Merzig-Merchingen, Saarbrücken (Schoksberg) - Sachsen: Chemnitz, Dresden, Geyer, Leipzig, Löbau, Neustadt, Oschatz, Schöneck, Zwickau Ost - Sachsen-Anhalt: Brocken, Burg, Dequede, Petersberg, Pettstädt (Weißenfels), Schneidlingen, Wittenberg - Schleswig-Holstein: Bungsberg, Flensburg, Heide, Helgoland, Hennstedt, Kiel (Kronshagen), Lübeck (Stockelsdorf), Schleswig, Niebüll (Süderlügum), Westerland (Sylt) - Thüringen: Bleßberg (Sonneberg), Erfurt-Hochheim, Gera, Inselsberg, Jena (Oßmaritz), Kulpenberg, Saalfeld (Remda), Lobenstein (Sieglitzberg), Weimar (Ettersberg) |
| 11A Rheinland- Pfalz 1 (D__00217) | DAB+-Multiplex der Digital Radio Südwest: - SWR1 RP (96 kbps) - SWR Kultur (96 kbps) - SWR3 (Rheinland-Pfalz) (96 kbps) - SWR4 KL (88 kbps) - SWR4 KO (88 kbps) - SWR4 LU (88 kbps) - SWR4 MZ (88 kbps) - SWR4 TR (88 kbps) - DASDING (96 kbps) - SWR Aktuell (72 kbps) - bigFM (72 kbps) - RPR1. (überregional) (72 kbps) - Rockland Radio (überregional) (72 kbps) - EPG (24 kbps) - TPEG (16 kbps)                                                                                  | 4        | N                                           | V                                         | - Region Kaiserslautern: Bornberg, Kaiserslautern (Rotenberg), Kettrichhof, Zweibrücken - Region Koblenz: Ahrweiler (Schöneberg), Alf-Bullay, Altenahr (Oberes Ahrtal), Bad Marienberg, Betzdorf (Weißenstein), Diez, Koblenz (Dieblich-Waldesch), Linz am Rhein - Region Ludwigshafen: Weinbiet - Region Mainz: Bad Kreuznach (Bad Münster am Stein), Donnersberg, Mainz-Kastel, Oberdiebach (Lorch) - Region Trier: Bitburg, Bleialf, Daleiden, Haardtkopf, Idar-Oberstein, Kirn, Palzem, Schartenberg (Eifel), Niedersgegen, Saarburg, Traben-Trarbach, Trier (Markusberg) |

### Digitales Fernsehen

#### DVB-T (2008–2018)
Vom 12. November 2008 bis zum 28. November 2018 wurde vom Sender Eifel das digitale Antennenfernsehen (DVB-T) mit drei öffentlich-rechtlichen Multiplex-Kanälen abgestrahlt. Die digitalen Ausstrahlungen liefen im Gleichwellenbetrieb (Single Frequency Network) mit anderen Sendestandorten.
| Kanal | Frequenz (MHz) | Multiplex                          | Programme im Multiplex | ERP (kW) | Antennen- diagramm rund (ND)/ gerichtet (D) | Polarisation horizontal (H)/ vertikal (V) | Modulations- verfahren | FEC | Guard- intervall | Bitrate (MBit/s) | SFN |
| ----- | -------------- | ---------------------------------- | --- | -------- | ------------------------------------------- | ----------------------------------------- | ---------------------- | --- | ---------------- | ---------------- | --- |
| E46   | 674            | ARD Digital (SWR)                  | - Das Erste (SWR) - ARTE - Phoenix - One                                                                                  | 50       | D                                           | H                                         | 16-QAM (8-k-Modus)     | 2/3 | 1/4              | 13,27            | Scharteberg (Eifel-Daun), Petrisberg (Trier), Haardtkopf (Hunsrück), Geisberg (Saarburg-Ockfen)                                                                                            |
| E48   | 690            | ARD regional (SWR Rheinland-Pfalz) | - SWR Fernsehen Rheinland-Pfalz - Bayerisches Fernsehen (Schwaben/Altbayern) - hr-fernsehen - WDR Fernsehen (Studio Köln) | 50       | D                                           | H                                         | 16-QAM (8-k-Modus)     | 2/3 | 1/4              | 13,27            | Scharteberg (Eifel-Daun), Petrisberg, Haardtkopf, Geisberg |
| E30   | 546            | ZDFmobil                           | - ZDF - 3sat - ZDFinfo - KiKA (6:00–21:00 Uhr) / ZDFneo (21:00–6:00 Uhr)                                                  | 50       | D                                           | H                                         | 16-QAM (8-k-Modus)     | 2/3 | 1/4              | 13,27            | Scharteberg (Eifel-Daun), Petrisberg, Haardtkopf, Geisberg, Schoksberg (Saarbrücken), Göttelborner Höhe, Kettrichhof (Pirmasens), Donnersberg (Pfälzer Wald), Kaiserslautern-Dansenberg A) |

A) Es ist möglich, dass es Standorte gibt, die auf Kanal 30 sowohl Signale vom Sender Eifel als auch vom Sender Nordhelle (Ebbegebirge) empfangen. Die Sender sind deshalb synchronisiert, bilden jedoch kein SFN, da dazwischen das ZDF-Programm auf einer anderen Frequenz (Kanal 28) gesendet wird. Der Sender Giersberg (Siegen) wird geografisch abgeschirmt, ebenso die Sendeanlage auf dem Brocken, welche nur Richtung Osten auf Kanal 30 sendet.

#### DVB-T2 HD (ab 2018)
Am 28. November 2018 ist die Umstellung auf DVB-T2 HD im Regelbetrieb zusammen mit den Regionen Mosel-Saar (Fernmeldeturm Trier-Petrisberg) und der Pfalz mit den Sendern Donnersberg und Fernmeldeturm Kaiserslautern mit drei Bouquets von ARD, ZDF und SWR erfolgt.
| Kanal | Frequenz (MHz) | Multiplex          | Programme                                               |
| ----- | -------------- | ------------------ | ------------------------------------------------------- |
| 48    | 690            | ARD Digital (SWR)  | Das Erste HD arte HD One HD Phoenix HD tagesschau 24 HD |
| 37    | 602            | ZDF mobil          | ZDF HD ZDFinfo HD ZDFneo HD 3sat HD KIKA HD             |
| 46    | 674            | ARD Regional (SWR) | SWR BW HD SWR RP HD hr HD BR HD WDR HD (Köln)           |

### Analoges Fernsehen (PAL)
Vor der Umstellung auf DVB-T wurde das Programm Das Erste ausgestrahlt:
| Kanal | Frequenz (MHz) | Programm        | ERP (kW) | Antennendiagramm rund (ND)/ gerichtet (D) | Polarisation horizontal (H)/ vertikal (V) |
| ----- | -------------- | --------------- | -------- | ----------------------------------------- | ----------------------------------------- |
| 23    | 487,25         | Das Erste (SWR) | 20       | ND                                        | H                                         |